# هلوی یووونن
هلوی یووونن (انگلیسی: Helvi Juvonen; ۵ نوامبر ۱۹۱۹ – ۱ اکتبر ۱۹۵۹) مؤلف (پدیدآور)، نویسنده، و شاعر اهل فنلاند بود.
وی همچنین برندهٔ جوایزی همچون جایزه اینو لینو شده‌است.